# Serena Daolio
Serena Daolio (Capri, 21 juni 1972) is een Italiaanse sopraanzangeres.

## Biografie
Nadat zij onder de hoede van Donatella Saccardi aan het Conservatorium Arrigo Boito in Parma het hoogst mogelijke diploma verkregen had, sloot zij met hulp van Virginia Zeani haar studie af en haalde zij bij de concoursen Masini en Zandonai de eerste prijs.
Haar debuut als hoofdrolspeelster in La Traviata bracht haar in 2001 de eerste overwinning tijdens het concours Primo Palcoscenico van het conservatorium in Cesena.
De Renato Bruson-prijs nam zij in 2004 persoonlijk in ontvangst van Bruson. In januari 2005 won zij de Primo Premio Assoluto van de 42e uitreiking van de Francisco Viñas-prijs in Barcelona.
In 2007 had ze haar belangrijkste optreden met Pagliacci in het Teatro Real in Madrid onder regie van Giancarlo del Monaco.

## Onderscheidingen
- Francisco Viñas-prijs
- Zandonai-prijs
- Danzuso-prijs
- Cappelli-prijs
- Alberto Pio-prijs
- Renato Bruson-prijs

## Cd's
- Romeo e Giulietta
- Marcella Re Lear

## Dvd's
- Marcella